# Arneburg
Arneburg település Németországban, azon belül Szász-Anhalt tartományban. Lakosainak száma 1443 fő (2023. december 31.).

## Népesség
A település népességének változása:
| Lakosok száma | 1512 | 1500 | 1461 | 1447 | 1443 |
|               | 2017 | 2019 | 2021 | 2022 | 2023 |